# 小行星20335
小行星20335（20335 Charmartell）是一颗绕太阳运转的小行星，为主小行星带小行星。该小行星于1998年4月21日发现。

## 轨道参数
小行星20335的轨道半长轴为2.5109860 UA，离心率为0.025。